# The Teen Idles
The Teen Idles – amerykański zespół punk rockowy. Powstał w sierpniu 1979 w Waszyngtonie. Przez całą karierę grupy skład nie uległ zmianie – tworzyli ją: wokalista Nathan Strejcek, gitarzysta Geordie Grindle, basista Ian MacKaye oraz perkusista Jeff Nelson. Dorobek The Teen Idles składa się z dwóch próbnych sesji nagraniowych (demo) oraz EPki Minor Disturbance, która ukazała się (tuż przed rozpadem grupy w listopadzie 1980) w barwach Dischord Records – wytwórni pierwotnie utworzonej w tym celu przez członków zespołu. Grupa była pierwszym punktem odniesienia dla nowo powstającej sceny hardcore w Waszyngtonie, zanim MacKaye z Nelsonem utworzyli Minor Threat – zespół, który zainspirował wielu innych muzyków.
The Teen Idles był również pierwszym zespołem punkrockowym z Waszyngtonu, który zaistniał poza regionalną sceną i zdobył uznanie w całym kraju. Inspirując się takim grupami jak The Cramps czy Bad Brains muzycy według Iana MacKaye'a starali się "odejść od zdemoralizowanej muzyki", a w swoich utworach przywrócić pierwotny entuzjazm ruchu punkowego. Zespół jest prekursorem ruchu straight edge.

## Historia
W 1978 Ian MacKaye po raz pierwszy usłyszał punk w studenckim radiu WGTB należącym do waszyngtońskiego Uniwersytetu Georgetown. W tym samym czasie zaprzyjaźnił się ze swoim szkolnym kolegą Jeffem Nelsonem, który podzielał jego zainteresowanie punkiem. W styczniu 1979 obaj poszli na swój pierwszy punkowy koncert – grupa The Cramps wystąpiła dla WGTB. To wydarzenie zrobiło duże wrażenie na MacKaye'u, który później stwierdził: "to było to czego potrzebowałem".
Po zobaczeniu na żywo Bad Brains MacKaye i Nelson wraz ze swoimi szkolnymi kolegami George’em Grindlem i Markiem Sullivanem postanowili założyć własny zespół o nazwie Slinkees. Zagrali tylko jeden raz, po czym Sullivan, który kontynuował naukę w college’u opuścił grupę. Na jego miejsce dołączył Nathan Strejcek (wcześniej próbowano bezskutecznie namówić Henry’ego Garfielda – przyjaciela MacKaya). Zmieniono wówczas nazwę zespołu z Slinkees na The Teen Idles. Po kilku miesiącach koncertów i prób grupa zarejestrowała w miejscowym studiu dwa dema (w lutym i kwietniu 1980). Muzycy zaczęli występować na imprezach domowych, w pizzerii, a także zagrali u boku Bad Brains podczas otwarcia galerii artystycznej "MAdam’s Organ".
Aby ożywić pierwotny charakter punka, który zdaniem członków The Teen Idles, został zniekształcony przez nową falę, postanowili oni uczynić swój image prowokacyjnie złowieszczy. Ogolili głowy pozostawiając na nich irokezy i nosili różne punkowe akcesoria. Nelson i MacKaye powkłuwali pinezki w podeszwy butów, aby słychać było "złowieszcze stukanie". Image zespołu pozostawał w sprzeczności z zachowaniem muzyków. MacKaye: "byliśmy do bólu uczciwi – nie kradliśmy, nie dewastowaliśmy, nie malowaliśmy [...] nie robimy niczego – każdy nienawidzi nas tylko z powodu wyglądu".
W sierpniu 1980, po kilku koncertach w Waszyngtonie, które otwierały grupy takie jak The Untouchables, muzycy The Teen Idles postanowili udać się na zachodnie wybrzeże Stanów Zjednoczonych. Wraz z Garfieldem i Sullivanem jako technicznymi grupa udała się do Kalifornii. W Los Angeles ze względu na wiek odmówiono im występu w klubie "Hong Kong Cafe". Mieli otwierać koncert Dead Kennedys i Circle Jerks, ale ostatecznie wystąpili następnego wieczoru otwierając koncert grupy The Mentors, przyjmując na ten występ nazwę Puke, Spit and Guts. Występ The Teen Idles zrobił duże wrażenie na miejscowych – jak później przyznał MacKaye: "Ludzie byli przerażeni naszą szybką grą".
Po powrocie do Waszyngtonu grupa dostała od Skipa Groffa (właściciela sklepu z płytami "Yesterday and Today") propozycję, aby nagrać kilka utworów w "Inner Ear" małym studiu nagraniowym mieszczącym się w Arlington. Właścicielem studia był Don Zientara i znajdowało się ono w jego domu (studio składało się z czterośladowego magnetofonu). Muzycy przy technicznej pomocy Zientary i Groffa nagrali tam siedem utworów z którymi następnie nie wiedzieli co zrobić, więc taśmy odłożono na półkę.
Pod koniec 1980 członkowie zespołu postanowili zakończyć działalność, głównie przez konflikt pomiędzy Grindlem i Nelsonem. Ostatni koncert, który odbył się 6 listopada w klubie "9:30", gdzie The Teen Idles otwierali występ kalifornijskiej grupy SVT stał się kluczowym wydarzeniem, jeśli chodzi o uczestnictwo publiczności nieletniej – w związku z tym, że podczas imprezy nie było w sprzedaży alkoholu, stąd żadna bariera wiekowa nikomu nie broniła tam wstępu. Kiedy wcześniej nastoletni muzycy występowali w "Mabuhay Gardens" w San Francisco – warunkiem wejścia do tego klubu było namalowanie im na zewnętrznej stronie dłoni czarnym markerem dużych liter X, które oznaczały, że nie mają odpowiedniego wieku, aby spożywać alkohol. Ten sam pomysł członkowie zespołu zasugerowali kierownictwu "9:30" w Waszyngtonie i złożyli im poręczenie, że mogą dostać dożywotni zakaz występów w tym miejscu, jeśli któryś z nieletnich na widowni zostanie złapany na piciu. Kierownictwo klubu przystało na to – występ odbył się bez incydentów.
Po roku działalności zespół zarobił 700 dolarów. Muzykom pozostały dwie opcje: albo podzielić pieniądze pomiędzy sobą, albo przeznaczyć je na publikację płyty z materiałem nagranym u Zientary w "Inner Ear Studio". Nelson, Strejcek i MacKaye wybrali tę drugą opcję i utworzyli Dischord Records w celu wydania tych nagrań. Taśmy wysłano do tłoczni w Nashville, specjalizującej się w produkcji płyt z muzyką country. Początkowo wytłoczono 1000 egzemplarzy siedmiocalowej płyty zawierającej osiem utworów (jeden dodano z ostatniego koncertu). Okładki do płyty muzycy wykonali samodzielnie (DIY) wycinając i klejąc ręcznie, a następnie dodając wkładki z informacjami i tekstami. Później powtarzano ten proces dla kolejnych tłoczeń na łączną ich ilość 10000
. Wydana w styczniu 1981 EPka Minor Disturbance odniosła lokalny sukces m.in. w radiu, a także zebrała przychylne recenzje w zinach tj. Touch and Go, dzięki czemu Dischord Records miało wystarczające fundusze, aby zająć się wydawaniem płyt innych zespołów.
Po rozwiązaniu The Teen Idles Grindle nie kontynuował kariery muzycznej. Zanim wydano Minor Disturbance Nelson i MacKaye utworzyli Minor Threat, który swój pierwszy koncert zagrał 17 grudnia 1980. Strejcek zaangażował się (do czasu) w prowadzenie Dischord Records, a także udzielał się w zespole Youth Brigade. Pomiędzy 1980 a 1990 utwory grupy pojwaiły się na kilku kompilacjach różnych wykonawców. W 1996 Dischord Records, aby uczcić wydanie setnej pozycji opublikował dwie sesje z lutego i kwietnia 1980 na płytce Anniversary.

## Muzyka, symbol "X"
The Teen Idles pozostawali pod muzycznym wpływem zespołów takich jak: Bad Brains, Black Flag i The Germs. Utwóry grupy są oparte na krótkich i szybkich riffach poprzeplatanych równie szybkimi solówkami gitary Grindle'a.
Na okładce albumu Minor Disturbance widnieją dłonie z namalowanymi na zewnętrznej stronie czarną literą X, kojarzone dziś głównie z ruchem straight edge. Początkowo miało to symbolizować młodość, a z czasem stało się znakiem zespołów, które tworzyli młodzi ludzie i swoją twórczość kierowali do równie młodych odbiorców – w wieku niższym niż ten, który pozwalał prawnie na spożywanie alkoholu (21 lat). MacKaye utrzymuje, że w czasach The Teen Idles symbol X "nie oznaczał straight edge – oznaczał bycie dzieciakiem, bycie młodym punkiem...przynależność do młodzieży"

## Muzycy
- Nathan Strejcek – śpiew
- Geordie Grindle – gitara
- Ian MacKaye – gitara basowa, śpiew
- Jeff Nelson – perkusja

## Dyskografia

### EP
- Minor Disturbance (1981)
- Anniversary (1996)

### Kompilacje różnych wykonawców
- Flex Your Head (1982) – utwory: "I Drink Milk", "Commie Song" i "No Fun"